# Justine Seewald
Justine Seewald (* 3. Februar 1972 als Justyna Anielka Skoczylas in Olesno, Polen) ist eine deutsche Hörspielsprecherin.

## Leben
Justine Seewald wurde in Polen, im schlesischen Olesno (Rosenberg) geboren. Im Alter von sechs Jahren siedelte sie 1978 mit ihrer Familie nach Deutschland um. Hier wuchs sie in Wetzlar auf. Mit 12 Jahren erreichte sie im Vorlesewettbewerb auf Bundesebene in Frankfurt am Main den zweiten Platz. Dadurch auf sie aufmerksam geworden, warb Johannes Osberghaus, damals Leiter des Kinderfunks beim Evangeliums-Rundfunk in Wetzlar, Seewald als Sprecherin für seine Hörproduktionen. In den folgenden Jahren wirkte sie bei zahlreichen Hörspielen sowie erfolgreichen Serien wie 5 Geschwister und Dr. Brockers Weltraumabenteuer mit und arbeitete in diesem Zusammenhang mit Hörspielmachern wie Günter Schmitz und Hanno Herzler zusammen.
Nach ihrem Abitur im Jahr 1991 studierte sie Anglistik und Germanistik an der Justus-Liebig-Universität Gießen. 1998 erhielt sie ihren Magistertitel. Später folgte ein Lehramtsstudium, welches sie 2009 mit dem 2. Staatsexamen abschloss. Sie  unterrichtet die Fächer Deutsch, Englisch und Kunst an einer Integrierten Gesamtschule in Mittelhessen.
Justine Seewald-Krieger ist verheiratet und wohnt in Wetzlar. Ihr Sohn Samuel (bekannt als Sammy Baker) wurde am 13. August 2020 im Alter von 23 Jahren in Amsterdam von der Polizei erschossen, nachdem er zuvor als vermisst gemeldet worden war, orientierungslos und verwirrt erschien sowie ärztlicher Hilfe bedurfte. Seewald setzt sich seitdem zusammen mit ihrer Familie und Freunden für das Ansehen ihres Sohnes, ein gerechtes Verfahren und gegen Polizeigewalt ein.

## Hörspielrollen
- Wo der Fluss beginnt, 198? ERF-Verlag
- Unter dem Schirm, 198? ERF-Verlag
- Tante Olgas Windmühle, 198? ERF-Verlag
- Der verschlossene Garten, 198? ERF-Verlag
- ERF-Autorenwettbewerb – Die Sieger: Altersgruppe 7–9: Das rote Krokodil, 1991
- 5 Geschwister:
  - Folge 1, Auf der Abenteuerburg, 1989 Gerth Medien
  - Folge 2, Lösen das Geheimnis der Abenteuerburg, 1989 Gerth Medien
  - Folge 3, Im unheimlichen Schloss, 1989 Gerth Medien
  - Folge 4, Im geheimnisvollen Palazzo, 1989 Gerth Medien
  - Folge 5, Im rätselhaften Herrenhaus, 1989 Gerth Medien
  - Folge 6, Im verlassenen Kloster, 1989 Gerth Medien
  - Folge 7, In der sonderbaren Villa, 1989 Gerth Medien
  - Folge 8, Im ungewöhnlichen Pfarrhaus, 1989 Gerth Medien
  - Folge 9, Im merkwürdigen Jagdschloss, 1990 Gerth Medien
  - Folge 10, Im seltsamen Patrizierhaus, 1990 Gerth Medien
  - Folge 14, Im unterirdischen Labyrinth, 2015 Gerth Medien
- Die Abenteuerklasse:
  - Folge 1, Conny reißt aus, 1991 Gerth Medien
  - Folge 2, Der Banküberfall, 1991 Gerth Medien
  - Folge 3, Der Schatz auf der Insel, 1992 Gerth Medien
  - Folge 4, Gefahr im Zeltlager, 1992 Gerth Medien
- Wildwest-Abenteuer:
  - Folge 11, Das Geheimnis der alten Mühle, 1996 Gerth Medien
- Dr. Brockers Weltraumabenteuer (ab Folge 5)
- Die Junior-Detektive:
  - Folge 6, Spuk im Mädcheninternat, 2015 TOS-Hörfabrik
- Young & Grace, Folge 4, Tödliches Kunstwerk, 2020 TOS-Hörfabrik[6]
- Blauhimmel, 2021 MarTONius Verlag[7]